# Аморфофаллус огромный
Аморфофаллус огромный или Аморфофаллус гигантский (Amorphophallus titanum) — крупное тропическое растение; вид рода Аморфофаллус семейства Ароидные. Один из самых известных видов рода, имеет одно из крупнейших соцветий в мире.
Открыт в 1878 году на Западной Суматре ботаником Одоардо Беккари.

## Ботаническое описание
Надземная часть представляет собой короткий и толстый стебель, в основании расположен одиночный крупный лист, выше — более мелкие. Подземная часть растения — гигантский клубень массой до 50 кг.
Лист длиной до 3 м и до 1 м в диаметре, трёхраздельный, вилковидно-перистый. Длина черешка 2-5 м, толщина 10 см. Матово-зелёный, с белыми поперечными полосами.
Соцветие — жёлтый початок, обернутый листовидным придатком и скрученным покрывалом, внутренняя поверхность которого окрашена в бордовый цвет, наружная — в зелёный. Цветение Аморфофаллуса титанического длится всего два дня. Аромат цветка напоминает смесь запахов тухлых яиц и тухлой рыбы, а по внешнему виду цветок напоминает разлагающийся кусок мяса.

## Распространение и среда обитания
Изначально Аморфофаллус титанический рос только в лесах индонезийского острова Суматра, однако пришедшие туда люди практически истребили его. Сейчас этот редкий цветок разводится в основном в тепличных условиях в ботанических садах мира.

## Хозяйственное значение и применение
В странах Индокитая, растения рода Аморфофаллус выращиваются как культурное растение. Клубни используются в пищу.

## История культивирования в оранжерейных условиях
| Дата                     | Местонахождение | Примечание и изображение | Ссылки                                                                                            |
| ------------------------ | --- | --- | ------------------------------------------------------------------------------------------------- |
| 1889                     | Королевские ботанические сады в Кью                                                                                     | Первый известный случай культивирования в оранжерейных условиях |                                                                                                   |
| 1894                     | Богорский ботанический сад, Богор, Ява                                                                                  | Титан Арум становится символом Ботанических садов Индонезии |                                                                                                   |
| 1901                     | Королевские ботанические сады в Кью                                                                                     | |                                                                                                   |
| 1924                     | Богорский ботанический сад, Богор, Ява                                                                                  | |                                                                                                   |
| 1926                     | Королевские ботанические сады в Кью                                                                                     | |                                                                                                   |
| 1929                     | Королевские ботанические сады в Кью                                                                                     | |                                                                                                   |
| 28 июня 1929             | Ботанический сад, Гамбург, Германия                                                                                     | |                                                                                                   |
| 1930                     | Ботанический сад, Гамбург, Германия                                                                                     | |                                                                                                   |
| 1932                     | Ботанический сад Вагейнингена, Нидерланды                                                                               | Початок достиг высоты 2.67 м (8.75 фута) и покрывало достигало 1.5 м (4.92 фута) в диаметре |                                                                                                   |
| 1934                     | Богорский ботанический сад, Богор, Ява                                                                                  | |                                                                                                   |
| 1935                     | Ботанический сад Вагейнингена, Нидерланды                                                                               | |                                                                                                   |
| 1936                     | Ботанический сад Берна, Швейцария                                                                                       | |                                                                                                   |
| 1937                     | Ботанический сад, Бонн, Германия                                                                                        | Початок достигает высоты 2 м (6 футов). Клубень был вывезен с острова Суматра профессором Кернике в 1934 году. | (недоступная ссылка)                                                                              |
| 1937                     | Ботанический сад Нью-Йорка, Бронкс, Нью-Йорк                                                                            | Початок достигал в высоту 2,57 м (8,43 фута). Клубень массой 45,36 кг. Титан Арум[прояснить] становится «официальным цветком Бронкса». |                                                                                                   |
| 2 июля 1939              | Ботанический сад Нью-Йорка, Бронкс, Нью-Йорк                                                                            | Початок длиной 1,22 м (4 фута). Клубень массой 14,06 кг |                                                                                                   |
| 1939                     | Ботанический сад, Берлин, Германия                                                                                      | |                                                                                                   |
| Июль 1940                | Ботанический сад, Бонн, Германия                                                                                        | |                                                                                                   |
| 1956                     | Ботанический сад, Лейден, Нидерланды                                                                                    | |                                                                                                   |
| 1980                     | Ботанический сад, Мюнхен, Германия                                                                                      | |                                                                                                   |
| 1985                     | Пальменгартен (Сад пальм), Франкфурт, Германия                                                                          | Початок достигает длины 2.49 м (8.17 ft). |                                                                                                   |
| 27 апреля-28 апреля 1987 | Ботанический сад, Бонн, Германия                                                                                        | Початок достигает длины 1.63 м (5.35 ft). |                                                                                                   |
| 1994                     | Ботанический сад, Майнц, Германия                                                                                       | |                                                                                                   |
| 1994                     | Пальменгартен (Сад пальм), Франкфурт, Германия                                                                          | |                                                                                                   |
| 14 марта 1994            | Национальный ботанический сад (Ботанические сады Богора), Богор, Ява                                                    | Та же луковица также цвела в 1997 и 2001 годах. |                                                                                                   |
| 1995                     | Ботанический сад, Лейден, Нидерланды                                                                                    | |                                                                                                   |
| 15 февраля 1995          | Национальный ботанический сад (Ботанические сады Богора), Богор, Ява                                                    | Початок достигает длины 1.45 м (4.76 фута) и покрывало достигает 63 см (2.07 фута) в диаметре |                                                                                                   |
| 8 мая-11 мая 1996        | Ботанический сад, Бонн, Германия                                                                                        | |                                                                                                   |
| 30 мая- 2 июня 1996      | Ботанический сад, Бонн, Германия                                                                                        | |                                                                                                   |
| 1996                     | Пальменгартен (Сад пальм), Франкфурт, Германия                                                                          | |                                                                                                   |
| Июль 1996                | Королевские ботанические сады в Кью                                                                                     | |                                                                                                   |
| 1997                     | Национальный ботанический сад (Ботанические сады Богора), Богор, Ява                                                    | Та же луковица также цвела в 1994 и 2001 годах. |                                                                                                   |
| 1 мая 1998               | Университет Миссури, США                                                                                                | Початок достигает в длину 0.89 м (2.92 фута). |                                                                                                   |
| 1 мая-3 мая 1998         | Ботанический сад, Бонн, Германия                                                                                        | Початок достиг длины 2.34 м (7.68 ft). |                                                                                                   |
| 24 июня 1998             | Тропический сад Феерчайлда, Корал-Гейблс, Майами-Дейд, Флорида, США                                                     | Початок достиг длины 1.51 м (4.95 фута), покрывало достигло 0.76 м (2.49 фута) в диаметре. Также наблюдалось цветение в мае 2001 года. |                                                                                                   |
| 6 июля 1998              | Ботанический сад Атланты, Джорджия, США                                                                                 | Початок достигает длины 1.9 м (6.23 ft). |                                                                                                   |
| 21 мая 1999              | Ботанические сады Мари Зельбы, Сарасота, Флорида                                                                        | |                                                                                                   |
| Лето 1999                | Вашингтонский университет, Сиэтл                                                                                        | |                                                                                                   |
| 7 июля 1999              | Фуллертонский дендрарий, Калифорнийский университет, Фуллертон, Калифорния, США                                         | |                                                                                                   |
| 1 августа 1999           | Ботанические сады и музей искусства Хантингтонской библиотеки, Сан-Марино, Калифорния, США                              | |                                                                                                   |
| 3 сентября 1999          | Тропический сад Феерчайлда, Корал-Гейблс, Майами-Дейд, Флорида, США                                                     | |                                                                                                   |
| 7 июля 2000              | Ботанические сады, Боннский университет, Германия                                                                       | |                                                                                                   |
| 12 июня 2000             | Ботанический сад Атланты, Джорджия, США                                                                                 | |                                                                                                   |
| 13 июня 2000             | Фуллертонский дендрарий, Калифорнийский университет, Фуллертон, Калифорния, США                                         | |                                                                                                   |
| 7 мая 2001               | Вашингтонский университет, Сиэтл, США                                                                                   | |                                                                                                   |
| 15 мая 2001              | Тропический сад Феерчайлда, Корал-Гейблс, Майами-Дейд, Флорида                                                          | |                                                                                                   |
| май 2001                 | Ботанические сады Мари Зельбы, Сарасота, Флорида                                                                        | |                                                                                                   |
| 7 июня 2001              | Университет Висконсина, Мэдисон, Висконсин, США                                                                         | |                                                                                                   |
| 2002                     | Orto Botanico di Firenze (Giardino dei Semplici), Флорентийский университет, Флоренция, Италия                          | | it:Giardino dei Semplici                                                                          |
| 27 июня 2001             | Тропический сад Феерчайлда, Корал-Гейблс, Майами-Дейд, Флорида                                                          | |                                                                                                   |
| 1 мая 2002               | Королевские ботанические сады в Кью                                                                                     | |                                                                                                   |
| 29 мая 2002              | Вашингтонский университет, Сиэтл                                                                                        | |                                                                                                   |
| 1 июня 2002              | Королевские ботанические сады в Кью                                                                                     | |                                                                                                   |
| 20 июня 2002             | Королевские ботанические сады в Кью                                                                                     | |                                                                                                   |
| 30 июля 2002             | Университет Висконсина, Мэдисон, Висконсин, США                                                                         | |                                                                                                   |
| 7 августа 2002           | Ботанические сады и музей искусства Хантингтонской библиотеки, Сан-Марино, Калифорния, США                              | |                                                                                                   |
| 12 мая 2003              | Тропический сад Феерчайлда, Корал-Гейблс, Майами-Дейд, Флорида                                                          | C 1998 года наблюдалось пятое цветение |                                                                                                   |
| 22 мая 2003              | Ботанический сад, Бонн, Германия                                                                                        | |                                                                                                   |
| 23 мая 2003              | Фуллертонский дендрарий, Калифорнийский университет, Фуллертон, Калифорния, США                                         | |                                                                                                   |
| 9 июня 2003              | Ботаническая оранжерея Университета, Университет Калифорнии (Дэвис), Дэвис, Калифорния, США                             | |                                                                                                   |
| 10 июня 2003             | Королевские ботанические сады в Кью, Кью, Ричмонд-на-Темзе, Лондон                                                      | С апреля 2002 года четвёртое цветение в садах Кью |                                                                                                   |
| 2 июля 2003              | Ботаническая оранжерея, Брест, Франция                                                                                  | |                                                                                                   |
| 23 июля 2003             | Ботанический сад США, Вашингтон                                                                                         | С 2001 года второе цветение |                                                                                                   |
| 6 июля 2004              | Университет Коннектикута, Сторз, Коннектикут, США                                                                       | Первое цветение Арума Титана в Университете |                                                                                                   |
| 12 июля 2004             | Mast Arboretum (дендрарий и ботанический сад), Университет Стивена Ф. Остина, Накодойчес, Техас, США                    | |                                                                                                   |
| 4 августа 2004           | Сад растениеводства Вирджинского университета, Вирджинский политехнический институт и университет, Блэксбург, Вирджиния | |                                                                                                   |
| 4 августа 2004           | Университет Висконсина, Мэдисон, Висконсин, США                                                                         | Третье цветение в Университете с 2001 года |                                                                                                   |
| 13 августа 2004          | Ботаническая оранжерея Университета, Университет Калифорнии (Дэвис), Дэвис, Калифорния, США                             | |                                                                                                   |
| 2 сентября 2004          | Ботанический сад Кембриджского университета, Кембриджский университет, Кембридж, Восточная Англия, Великобритания       | |                                                                                                   |
| 7 октября 2004           | Королевские ботанические сады, Сидней, Австралия                                                                        | |                                                                                                   |
| 11 апреля 2005           | Эдем (ботанический мега-сад), Сент-Остел, Корнуолл, Великобритания                                                      | |                                                                                                   |
| 21 апреля 2005           | Королевские ботанические сады в Кью, Кью, Лондон                                                                        | С апреля 2002 года пятое цветение |                                                                                                   |
| 14 мая 2005              | Тропический сад Феерчайлда, Корал-Гейблс, Майами-Дейд, Флорида                                                          | С 1998 года пятое цветение |                                                                                                   |
| 30 мая 2005              | Оранжерея цветов, Парк «Золотые ворота», Сан-Франциско, Калифорния                                                      | |                                                                                                   |
| 9 июня 2005              | Университет Висконсина, Мэдисон, Висконсин, США                                                                         | С 2001 года четвёртое цветение |                                                                                                   |
| 18 июня 2005             | Королевские ботанические сады в Кью, Кью, Лондон                                                                        | С апреля 2002 года шестое цветение |                                                                                                   |
| 28 июня 2005             | Университет Висконсина, Мэдисон, Висконсин, США                                                                         | С 2001 года — пятое цветение |                                                                                                   |
| 29 июня 2005             | Оранжерея Волонтайр-парка, Сиэтл, США                                                                                   | Выставка растений Вашингтонского университета |                                                                                                   |
| 29 июня 2005             | Ботанические сады Мириада, Оклахома-сити, Оклахома, США                                                                 | |                                                                                                   |
| 14 июля 2005             | Ботанический сад Калифорнийского университета, Калифорнийский университет в Беркли                                      | Предоставлен на время Bill Weaver |                                                                                                   |
| 14 июля 2005             | Ботанический сад, Гётеборг, Швеция                                                                                      | |                                                                                                   |
| 13 августа 2005 (оцен.)  | Ботанический сад Смитсоновского колледжа, Нортгемптон, Массачусетс                                                      | |                                                                                                   |
| 20 октября 2005          | Зоологический и ботанический сад Штутгарта, Зоопарк Вильгельма, Штутгарт, Германия                                      | | (нем.)                                                                                            |
| 19 ноября 2005           | Ботанический сад США, Вашингтон                                                                                         | Владельцем растения является Национальный музей природы Смитсоновского института, отдел ботаники | (недоступная ссылка)                                                                              |
| 13 мая 2006              | Ботанический сад, Бонн, Германия                                                                                        | Первое растение, имевшее более чем одно соцветие | (нем.)                                                                                            |
| 5 июня 2006              | Фуллертонский дендрарий, Калифорнийский университет, Фуллертон, Калифорния, США                                         | |                                                                                                   |
| 5 августа 2006           | Оранжерея факультета биологических наук Вирджинского политехнического института и университета, Блэксбург, Вирджиния    | |                                                                                                   |
| 7 августа 2006           | Бруклинский ботанический сад, Бруклин, Нью-Йорк                                                                         | |                                                                                                   |
| 15 августа 2006          | Оранжерея Волонтайр-парка, Сиэтл, США                                                                                   | Выставка растений Вашингтонского университета |                                                                                                   |
| 21 августа 2006          | «Лэйкпорт файр-стейшн» Эн-Аш Лаконии, Лакония, Нью-Гепшир, США                                                          | |                                                                                                   |
| 2 ноября 2006            | Королевские ботанические сады, Сидней, Австралия                                                                        | |                                                                                                   |
| Февраль 2007             | Эдем (ботанический мега-сад), Сент-Остел, Корнуолл, Великобритания                                                      | |                                                                                                   |
| 22 апреля 2007           | Королевские ботанические сады в Кью, Кью, Лондон                                                                        | |                                                                                                   |
| 3 мая 2007               | Колледж Густава Адольфа, Сен-Питер, Миннесота, США                                                                      | |                                                                                                   |
| 7 мая 2007               | Ботаническая оранжерея Университета, Университет Калифорнии (Дэвис), Дэвис, Калифорния, США                             | |                                                                                                   |
| 12 мая 2007              | Университет Коннектикута, Сторз, Коннектикут, США                                                                       | Это второе цветение данного вида |                                                                                                   |
| 1 июня 2007              | Университет Коннектикута, Сторз, Коннектикут, США                                                                       | Это третье цветение данного вида |                                                                                                   |
| 1 июля 2007              | Ботанические сады Университета Северной Каролины, Шарлотт, Северная Каролина, США                                       | |                                                                                                   |
| 2 июля 2007              | Ботанический сад США, Вашингтон                                                                                         | Выставка отдела ботанических исследований Смитсоновского института. |                                                                                                   |
| 7 августа 2007           | Ботанический сад Калифорнийского университета, Калифорнийский университет в Беркли                                      | Растение названо Титанией, по имени феи из романтической комедии Шекспира Сон в летнюю ночь |                                                                                                   |
| 14 августа 2007          | Orto Botanico di Firenze (Giardino dei Semplici)[прояснить], Флорентийский университет, Флоренция, Италия               | |                                                                                                   |
| 4 октября 2007           | Orto Botanico di Firenze (Giardino dei Semplici), Флорентийский университет, Флоренция, Италия                          | |                                                                                                   |
| 21 июня 2008             | Университет Восточного Иллинойса, Чарльстон, Иллинойс                                                                   | |                                                                                                   |
| 8 июля 2008              | Университет Коннектикута, Сторз, Коннектикут, США                                                                       | Сдвоенные цветки этого экземпляра (13 месяцев в состоянии покоя без промежуточной стадии образования листьев, возможно, впервые) в итоге достигли высоты 70.5 дюймов (около 1.79 м), крупнейшее соцветие, выращенное в данном университете к этому времени. |                                                                                                   |
| 20 июля 2008             | Ботанический сад Смитсоновского колледжа, Колледж Смита, Нортгемптон, Массачусетс                                       | |                                                                                                   |
| 28 июля 2008             | Оранжерея Волонтайр-парка, Сиэтл, США                                                                                   | Выставка Вашингтонского университета |                                                                                                   |
| 5 августа 2008           | Национальный ботанический сад Бельгии, Мейз, Фламандский Брабант, Бельгия                                               | | (недоступная ссылка)                                                                              |
| 10 ноября 2008           | Общественный музей Милуоки, Милуоки, Висконсин                                                                          | Первый цветок растения был назван Нильсоном |                                                                                                   |
| 1 мая 2009               | Королевские ботанические сады в Кью                                                                                     | Зацвели оба растения. |                                                                                                   |
| 7 июня 2009              | Университет Миссури (Сент-Луис), Сент-Луис, Миссури, США                                                                | Первое цветение данного растения, после 14 лет вегетации без цветения |                                                                                                   |
| 17 июня 2009             | Ботанические сады и музей искусства Хантингтонской библиотеки, Сан-Марино, Калифорния, США                              | |                                                                                                   |
| 22 июня 2009             | Ботанический сад Калифорнийского университета, Калифорнийский университет в Беркли                                      | Названо именем Труди |                                                                                                   |
| 28 июня 2009             | Ботаническая оранжерея, Брест, Франция                                                                                  | Второе цветение | (фр.)                                                                                             |
| 23 июля 2010             | Ботанический сад токийского района Бунке, Япония                                                                        | Уникальное растение распустилось впервые за 19 лет. |                                                                                                   |
| 24 апреля 2011           | Ботанический сад Базеля, Швейцария                                                                                      | Уникальное растение распустилось впервые за 75 лет, высота пестика 2 метра. |                                                                                                   |
| 13 марта 2012            | Экспериментальная теплица Корнеллского университета, США                                                                | Растение распустилось впервые за 10 лет. |                                                                                                   |
| 20 июля 2012             | Франклин Зоопарк, Бостон, Массачусетс                                                                                   | Morticia |                                                                                                   |
| 25 июня 2014             | Ботанический сад Либерец, Чехия                                                                                         | Второе цветение 14-летнего растения: 175 см высотой, 1 м шириной, 25 кг весом. Первое цветение этого же растения состоялось в 2011 году. |                                                                                                   |
| 18 июля 2015             | Ботанический сад Кембриджского университета, Кембриджский университет, Кембридж, Восточная Англия, Великобритания       | Первое цветение за 11 лет. В течение двух дней цветок источал свой «аромат», чтобы привлечь опылителей. | [ 5 ]                                                                                             |
| 29 декабря 2015          | Ботанический сад Mount Lofty на юге Австралии                                                                           | Растение выращивали в течение 10 лет | http://prognoz.postimees.ee/3450377/v-botanicheskom-sadu-v-avstralii-zacvel-redkij-trupnyj-cvetok |
| 15 июня 2021 года        | Ботанический сад в Варшаве, Польша                                                                                      | Второе цветение за 4 года. Зацвёл в ночь на 4-5 августа. | [ 7 ]                                                                                             |